# Erateina staudingeri
Erateina staudingeri là một loài bướm đêm trong họ Geometridae.